# Jim Messina

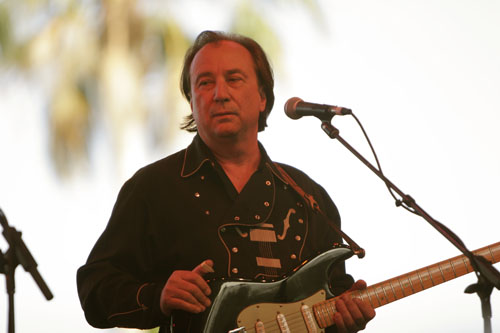
Jim Messina

James „Jim“ Melvin Messina (* 5. Dezember 1947 in Maywood, Kalifornien) ist ein US-amerikanischer Gitarrist, Bassist, Sänger, Songwriter, Toningenieur und Musikproduzent. Er war Mitglied der Folk-Rock-Band Buffalo Springfield, Gründungsmitglied der Country-Rock-Band Poco und die eine Hälfte des Pop- und Country-Rock-Duos Loggins and Messina mit Kenny Loggins.

## Biografie
Geboren in Maywood (Kalifornien), wuchs James Messina zunächst in Harlingen (Texas) auf. Einen Großteil seiner Kindheit verbrachte er abwechselnd bei seinem Vater in Kalifornien oder bei seiner Mutter in Texas. Sein Vater war Gitarrist, und Messina begann bereits mit fünf Jahren, Gitarre zu spielen. Er interessierte sich später für die Musik von Elvis Presley und Ricky Nelson.
Mit 16 Jahren nahm Messina mit seiner Gruppe „His Jesters“ das Album The Dragsters auf, das im November 1964 veröffentlicht wurde. Das Stück The Jester, bei dem Messina die Leadgitarre spielte, wurde 2003 auf der CD Lost Legends of Surf Guitar Volume 1 wieder veröffentlicht.
Für Buffalo Springfield arbeitete Messina als Toningenieur ihres zweiten Albums Buffalo Springfield Again (1967). Beim dritten Album Last Time Around ersetzte er bei einigen Stücken den Bassisten Bruce Palmer, der wegen Drogenbesitzes in sein Heimatland Kanada abgeschoben worden war. Außerdem war Messina als Sänger, Songwriter, Toningenieur und Produzent an dem Album beteiligt.
Nach der Auflösung von Buffalo Springfield gründete Messina 1968 zusammen mit Richie Furay, einem Gründungsmitglied von Buffalo Springfield, die Country-Rock-Band Poco. Bei Poco spielte Messina die Leadgitarre, sang und schrieb einige der Songs. Nach zwei Studio- und einem Livealbum verließ Messina Poco im Oktober 1970, um als Musikproduzent zu arbeiten.

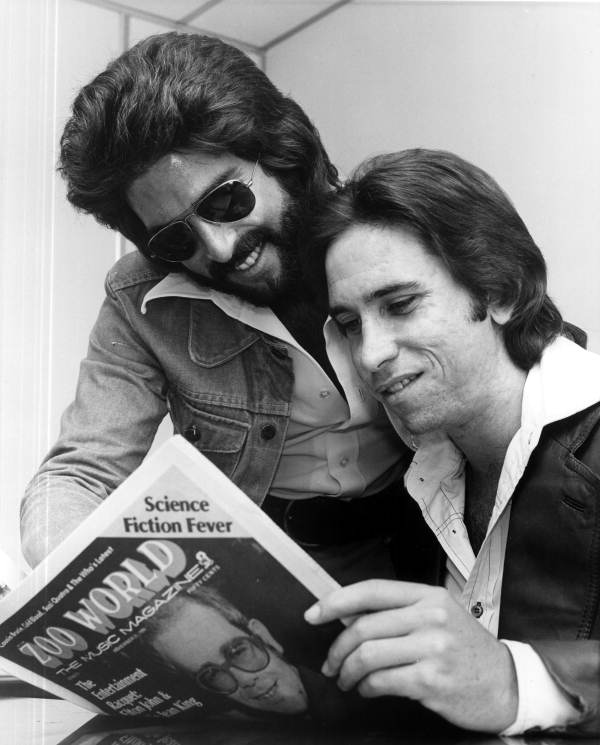
Kenny Loggins & Jim Messina (1973)

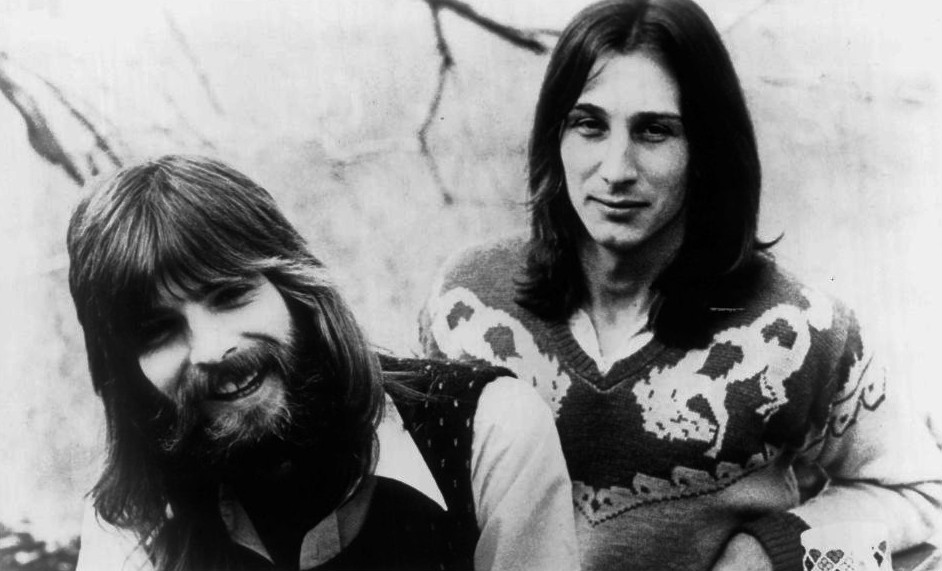
Loggins & Messina (1974)

Messina produzierte das Debütalbum von Kenny Loggins. Die beiden begannen ihre Zusammenarbeit Ende 1970. Loggins hatte bisher als Songwriter gearbeitet, seine Songs waren eher Folk-orientiert. Messina führte ihn mehr in Richtung Country-Rock sowie R&B.
Letztendlich hatte Messina neben seiner Aufgabe als Produzent soviel an Songwriting, Gesang, Gitarrenspiel und Bandarbeit zu dem Album beigetragen, dass es im November 1971 als Kenny Loggins with Jim Messina Sittin’ In veröffentlicht wurde.
Nach Sittin’ In nahmen Loggins and Messina bis 1977 sieben weitere Alben auf, fünf Studio- und zwei Livealben. Von den insgesamt acht Alben erreichten vier Platin- und zwei Gold-Status. Dazu erschien Ende 1976 eine Kompilation, die mit Doppel-Platin ausgezeichnet wurde.
1976 löste sich Loggins and Messina nach einem letzten Konzert in Hawaii auf, und beide Musiker begannen eine Solokarriere.
1979 erschien Messinas Soloalbum Oasis, das sich in Richtung Latin Jazz bewegte und ein Stück rockiger war als die Musik von Loggins and Messina. Das Album erreichte Platz 58 der Billboard 200.
Da sein neuer Stil nicht unterstützt wurde, wechselte Messina von Columbia Records zu Warner Records. Hier erschienen seine beiden nächsten Soloalben Messina (1981) und One More Mile (1983).
1989 unternahm die Originalbesetzung von Poco (Messina, Richie Furay, Rusty Young, George Grantham und Randy Meisner) eine erfolgreiche Reunion Tour. Dazu erschien im gleichen Jahr das Livealbum Legacy.
2005 ging auch das Duo Loggins and Messina wieder auf Tour. Daraus entstand das Album Live: Sittin’ In Again at the Santa Barbara Bowl. Daneben stellte Messina die Kompilation The Best: Sittin’ in Again zusammen, die Aufnahmen von 1971 bis 1974 enthielt.
Auch 2009 gab es wieder eine Loggins and Messina Tour.
Ab 2009 kamen weitere Soloalben von Jim Messina auf den Markt. Er arbeitet weiterhin als Produzent und Studiobesitzer. Daneben bietet er Workshops für Songwriter und Sänger an und ist auch als Maler tätig.

## Diskografie

### Jim Messina and His Jesters
- The Dragsters (1964)

### Buffalo Springfield
- Last Time Around (1968)

### Poco
- Pickin’ Up the Pieces (1968)
- Poco (1969)
- Deliverin’ (1970)
- Legacy (1989)

### Loggins and Messina
- Sittin’ In (1971)
- Loggins & Messina (1972)
- Full Sail (1973)
- On Stage (1974)
- Mother Lode (1974)
- So Fine (1975)
- Native Sons (1976)
- Finale (1976)
- The Best of Friends (1977)

### Jim Messina
- Oasis (1979, US Billboard Album Chart 58)
- Messina (1981, US Billboard Album Chart 95)
- One More Mile (1983)
- Watching The River Run (1996)
- Watching The River Run (Revisited) (2005)
- Under a Mojito Moon Part-1 (2009)
- Live at the Clark Center for the Performing Arts (2012)
- In The Groove (2017)